# Coprecipitación
En química, la coprecipitación es el proceso por el cual determinadas sustancias, normalmente solubles en las condiciones empleadas, son arrastradas por un precipitado de otra sustancia durante o después de su formación. El fenómeno de la coprecipitación puede tener su origen en fenómenos de adsorción sobre la superficie de las partículas sólidas del precipitado en formación o ya formado, pero también puede producirse por oclusión durante el proceso de precipitación. También se considera coprecipitación a la formación de cristales mixtos entre el precipitado y la sustancia soluble coprecipitante.
La coprecipitación suele ser un fenómeno poco deseable en algunos procesos de análisis químico, como en el análisis  gravimétrico o en los procesos  de separación por precipitación, pero también puede explotarse de manera útil como técnica de preconcentración de trazas  También tiene diferentes utilidades en otros campos de la ciencia y la técnica. Así, por ejemplo, en medicina  y biología molecular, se utiliza una técnica denominada imunoprecipitación y que consiste en separar por coprecipitación un antígeno proteico que es precipitado de una solución haciendo uso de un anticuerpo que se une específicamente a una proteína. Este procedimiento puede ser utilizado para aislar y concentrar una proteína particular de una muestra que contenga otras proteínas distintas. También se utiliza en la síntesis de nanopartículas magnéticas.

## Mecanismos de coprecipitación
La formación de los coprecipitados puede producirse mediante diferentes mecanismos, siendo los más importantes: adsorción superficial, formación de cristales mixtos o inclusión, oclusión y trampa mecánica.Tanto la adsorción superficial como la formación de cristales mixtos son procesos de equilibrio, mientras que la oclusión y la trampa mecánica surgen a partir de la cinética del crecimiento cristalino.

### Adsorción superficial
La adsorción es uno de los mecanismos más habituales de coprecipitación y es el proceso por el cual átomos, moléculas o iones se adhieren a la superficies sólidas de las partículas de precipitado. Al tratarse de un fenómeno de superficie, el proceso de coprecipitación es más intenso cuanto menor sea el tamaño de las partículas de precipitado por lo que se da, preferentemente, en precipitados con grandes áreas de superficie específica, como son los precipitados amorfos y gelatinosos que se obtienen por coagulación de los coloides. La unión a la superficie puede ser más o menos fuerte, dependiendo de la naturaleza del adsorbato (sustancia que se adhiere a la superficie), pues en los mecanismos de adsorción superficial juegan un importante papel las interacciones electrostáticas. Por lo general, los iones se adsoben más fuertemente que las moléculas sin carga o los átomos, ya que estos solo pueden adsorberse mediante la formación de dipolos temporales o permanentes o mediante enlaces de hidrógeno, que son enlaces más débiles.

### Formación de cristales mixtos
En este caso, uno de los iones en la red cristalina de un sólido precipitado es reemplazado por un ion de otro elemento. Esto suele ocurrir cuando los dos iones tienen igual carga y similar tamaño y las estructuras cristalinas son similares. Así, por ejemplo, el sulfato de bario formado al agregar cloruro de bario a una disolución que contenga iones sulfato, plomo (II) y acetato se encuentra gravemente contaminado por sulfato de plomo. Esta contaminación ocurre aun cuando los iones acetato suelen evitar la precipitación de sulfato de plomo al formar un complejo soluble con el plomo. El grado de contaminación de cristales mixtos es regido por la ley de acción de masas y aumenta al incrementarse la relación de concentración entre el contaminante y el analito. Es decir, la probabilidad de formación de una inclusión es mayor cuando el ion que interfiere está presente en concentraciones sustancialmente más altas que el ion reticular disuelto.La formación de cristales mixtos es un tipo de coprecipitación que se da tanto en la precipitación a partir de coloides como en la formación de precipitados cristalinos, de mayor tamaño. En los casos en que la coprecipitación sea un inconveniente, se puede minimizar utilizando un reactivo de precipitación diferente que no forme cristales mixtos con los iones en cuestión.

### Oclusión
Una oclusión ocurre cuando una impureza queda atrapada físicamente dentro del cristal a medida que crece. Si el crecimiento del cristal es muy rápido durante la formación de un precipitado, iones ajenos pueden quedar atrapados, u ocluidos, en el cristal en crecimiento, pero sin formar parte de su red cristalina. Esta forma de coprecipitación se suele producir en los primeros momentos del proceso de precipitación, cuando se alcanza la sobresaturación . A medida que progresa la precipitación, la cantidad de materia ocluida va disminuyendo.

### Trampa mecánica
La trampa mecánica es otra forma de oclusión, diferenciándose de la anterior en que en este caso las especies que coprecipitan son atrapadas entre varios cristales. La coprecipitación por atrapamiento se produce, sobre todo, cuando las disoluciones están muy concentradas y poco agitadas, lo que hace que los cristales los cristales se encuentran cercanos unos de otros durante el crecimiento.